# Metasia hymenalis
Metasia hymenalis is een vlinder uit de familie van de grasmotten (Crambidae), uit de onderfamilie van de Spilomelinae. De wetenschappelijke naam van deze soort is voor het eerst voorgesteld door Achille Guenée in een publicatie uit 1854.
De soort komt voor in Zuid-Frankrijk (slechts één oude waarneming uit Perpignan), Spanje, Marokko, Algerije en de Westelijke Sahara.